# 추자초등학교 신양분교
추자초등학교 신양분교는 대한민국 제주특별자치도 제주시에 있는 공립 초등학교이다.

## 학교 연혁
- 1941년 6월 10일 신양공립국민학교 개교(설립인가 6월 6일)
- 1996년 3월 1일 신양초등학교로 개칭
- 1999년 9월 1일 추자초등학교 신양분교장으로 격하

## 참고 자료
- 추자초등학교신양분교장 - 한국교육학술정보원 학교알리미